# Єдисан
Єдиса́н (тур. Yedisan, крим. Cedisan) — історичний регіон у Південній Україні, в північно-західній частині Північного Причорномор'я. Знаходиться між гирлами Дністра, Південного Бугу і Дніпра, на західному краю Українського степу, займає південні терени сучасних Одеської, Херсонської та Миколаївської областей України.
На південному заході межував із Буджаком, на півночі — з Поділлям, на північному сході — з Надніпрянщиною і Запорожжям, на сході і південному сході — з Джамбуйлуком; на півдні омивався водами Чорного моря.
Географічно був частиною Дикого Поля, що простягалося на північ від узбережжя Чорного моря, між річками Дніпром і Дністром, на схід від Буджака й Молдови, на південь від Поділля й Запорожжя, на захід від Тавриди. Входив до складу провінції Сілістра Османської імперії.
На початку XX ст. територію Єдисану було розділено між Україною та Молдовою. Міста — Хаджибей (раніше — Коцюбіїв), Аче-Кале (пізніше — Очаків). Значну частину населення становили кочові ногайці, або малі татари. 1774 — регіон отримав незалежність від Османської імперії й увійшов до складу Кримського Ханства. 1783 — у складі Кримського Ханства анексований Російською імперією.

## Назва
- Єдисан (тур. Yedisan, крим. Cedisan) — турецька назва. Походить від ногайської орди, вказує на сім різних ординських племен орди, або від турецької фортеці Єні Дюня (Yeni Dünya, «новий світ»), що існувала на теренах Хаджибею.
- Західна Ногайщина, або Західний Ногай — від західної ногайської орди; протиставлялася Східній Ногайщині.
- Очаківщина, або Очаківське поле (пол. Pole Oczakowskie) — польська і староукраїнська назва за містом Очаків, найголовнішою фортецею регіону.
  - Очаківська область або Очаківська Татарія — російська назва за містом Очаків.
- Дністровсько-Бузьке межиріччя

## Історія

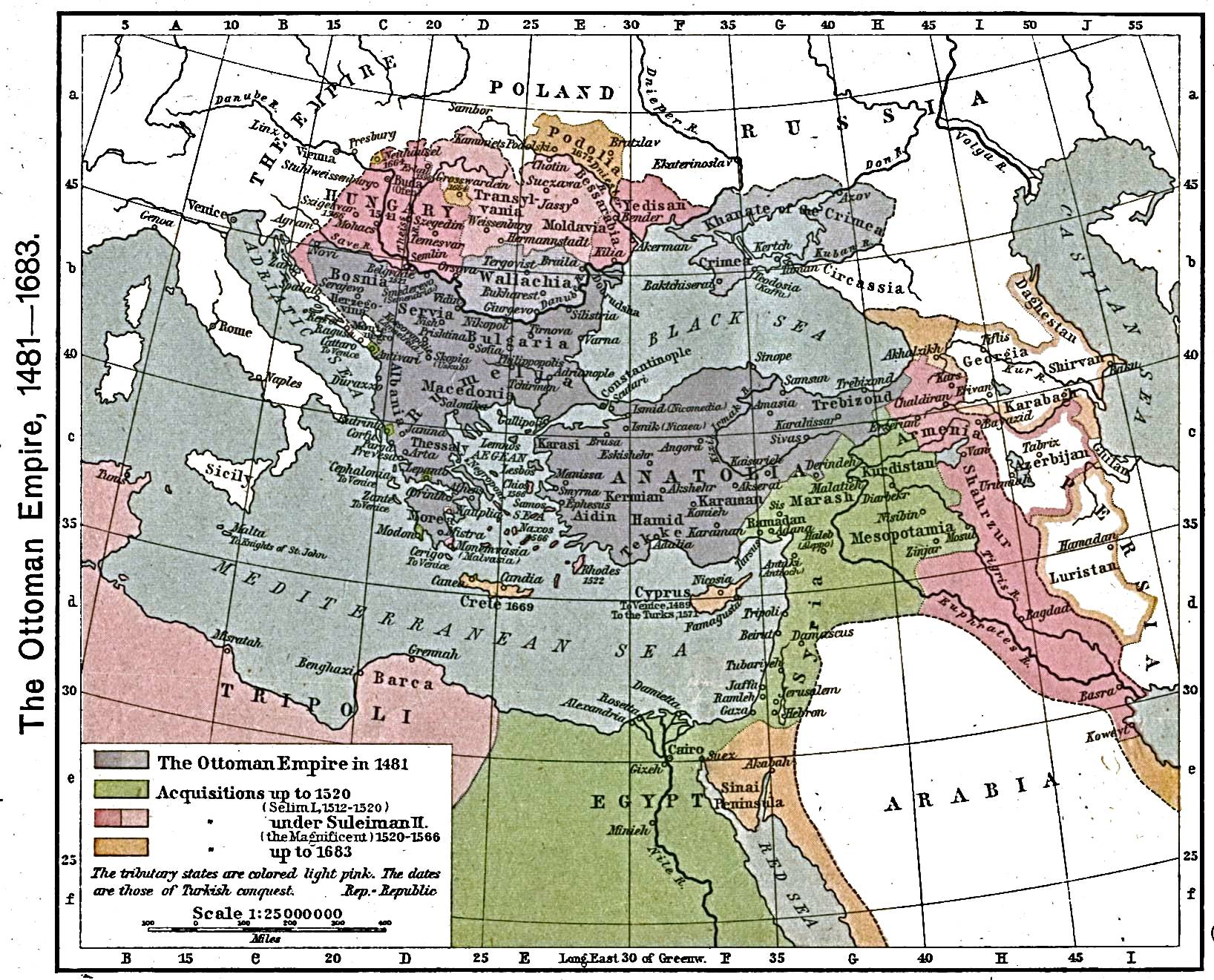
Єдисан (1481-1683)

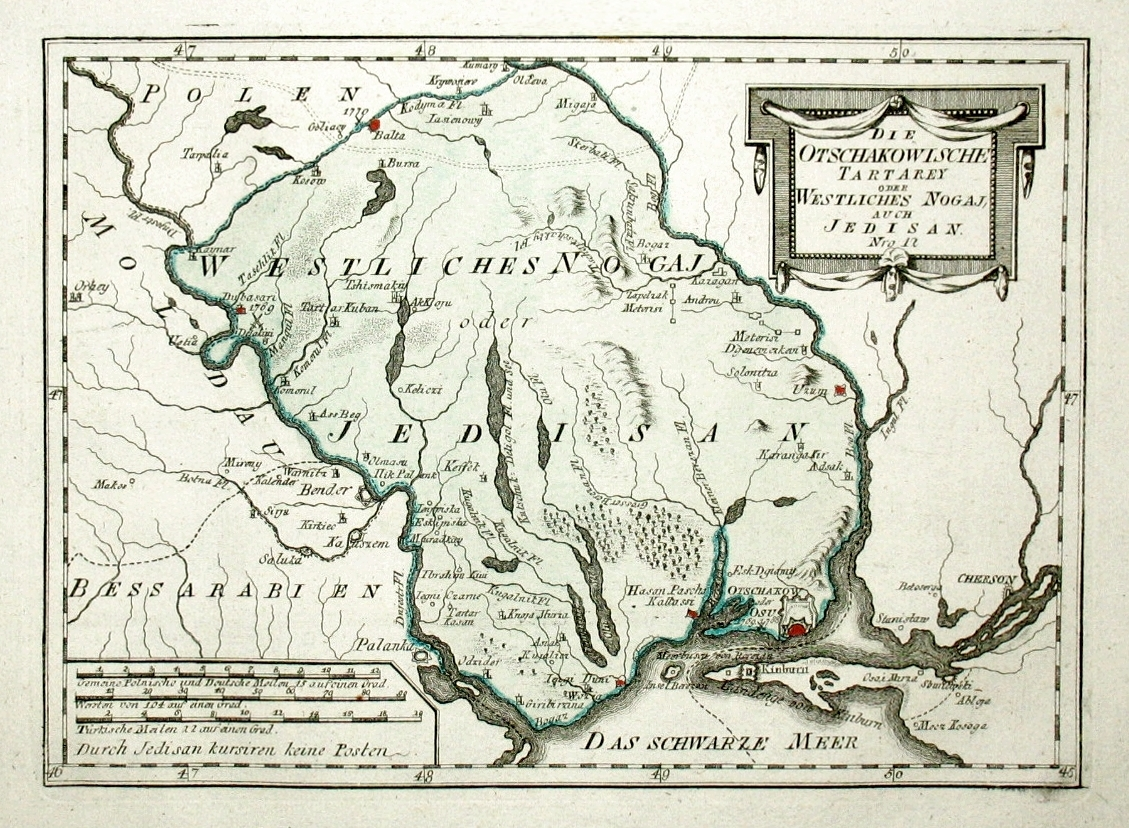
Єдисан (1789)

У ранній середньовічний період терени майбутнього Єдисану були домом для уличів, печенігів і, пізніше, половців (куманів). Після монгольської навали XIII ст. ця земля була під контролем хана Золотої Орди. У XV ст. Єдисан входив до складу Великого Князівства Литовського (як частина Дикого Поля), пізніше — частина васала Османської імперії — Кримського ханства. Кочівні ногаї почали залюднювати ці місця після того, як були витіснені з Центральної Азії спершу на Кубань. Вже звідти після 1724 р. одна з орд перейшла на захід і дала регіону назву Єдисан, хоча його, часто, помилково,  називають так на багатьох історичних мапах і ранішого періоду.
Ця територія часом була інкорпорована в Османську адміністративну структуру як частина еялету Сілістра з фортецями Хаджибей (нині Одеса) та Озі (нині Очаків) як великими центрами. Єдисан був так само частиною територіальної суперечки між ногаями, що були данниками Османської Порти, і запорозькими козаками, що тоді були формально підданими московського царя. Наприкінці XVIII ст. Російська імперія під керівництвом Єкатерини II почала захоплювати землі навкруги Єдисану. Як наслідок Російсько-турецької війни 1768—1774 років, османці поступилися Російській імперії землями на схід від Південного Бугу.
Через Ясський договір, який закінчив російсько-турецьку війну 1787—1792 років, кордон Російської імперії було розширено до річки Дністер і передачу Єдисану було завершено. Після передачі, 1794 р., було засновано, а фактично відновлено місто Одесу (старий Коцюбіїв), а землі заселено українськими, молдовськими та російськими колоністами, а також німцями. Територія ввійшла до складу Херсонської губернії.
Нині ці землі входять до складу Одеської, Миколаївської та Херсонської областей України, а також Молдови.

## У літературі
У 2019 вийшов переклад на російську мову уривків щоденника 1843 року Юзефа Ігнація Крашевського, польського письменника, громадсько-політичного діяча, журналіста, дійсного члена Одеського товариства історії та старожитностей, під назвою «Спогади про Одесу, Єдисан і Буджак». Влітку 1843 року Юзеф Крашевський побував в Одесі і перед цим детально вивчив літературу того періоду з історії Одеси та краю.

Привітання одеських країв (мовою перекладу):
Приветствую тебя берег, когда-то греками колонизированный, известный со времён Ольгерда и Витольда. Завоёванный  ими некогда, а их потомками утраченный… На степях которого паслись долгие годы татарские табуны лошадей, овец и верблюдов, где долго не было жизни, не разносился иной возглас, как «Аллах!» ногайцев и турков, крик боевой едисанцев и скрип арб татарских. Приветствую тебя, бывших Язловицких наследство, земля к целому краю, не к одному лишь только относящаяся роду. Целым провинциям дающая движение, жизнь, торговлю, деньги. Приветствую  тебя земля, протоптанная сарматами, скифами, даками, греками, татарами, генуэзцами, поляками, турками, шведами, русскими, немцами, по которой наступали татары на наши  плодородные провинции с огнём и мечом, через которую побеждённый, но не пленённый, убегал через Бендеры Карл XII.